# 1. armija (Kraljevina Rumunjska)
1. armija (rum. Armata 1) je bila vojna formacija rumunjske vojske u Prvom svjetskom ratu. Tijekom Prvog svjetskog rata djelovala je na Rumunjskom bojištu. 

## Povijest
Prva armija formirana je 27. kolovoza 1916. sa sjedištem stožera u Craiovi. Zapovjednikom armije imenovan je divizijski general Ioan Culcer. Nakon osnivanja armiju je činilo pet divizija podijeljenih u tri borbene skupine s oko 134.000 ljudi. Armija je činila južno krilo rumunjskog karpatskog fronta, te je bila odgovorna za 260 km bojišta od rijeke Arges do Dunava. Armija je bila podijeljena u tri borbene grupe i to Grupu Cerna, Grupu Jiu i Grupu Olt. Navedene borbene grupe nazive su dobile po imenima rijeka koje prolaze kroz Karpate prema Transilvaniji. Iste su bile udaljene jedna od druge od 60 do 100 km planinskog terena, te im je nedostajalo sredstva za međusobnu koordinaciju i komunikaciju.
Grupom Cerna zapovijedao je zapovjednik 1. divizije brigadni general Ioan Dragalina. Odmah nakon objave rata 27. kolovoza 1916. zauzima visoravnu Cerna, te dunavsku adu Kaleh, te konačno 4. rujna ključnu luku na Dunavu, Orsovu. Postignuvši sve početne ciljeve predviđene rumunjskim ratnim planom, Grupa Cerna prelazi u defenzivu, te je navedeni sektor ostao miran sljedećih nekoliko tjedana.

Otprilike 100 km istočno od Grupe Cerna, nalazila se Grupa Jiu. Sastojala se od dvije brigade koje su činile 11. diviziju pod zapovjedništvom brigadnog generala Ioana Muice sa zadatkom da prodru do doline rijeke Mureš. Jedinice borbene grupe prodrle su preko prijevoja Surduk i Vulkan, te su 29. kolovoza doprle do predgrađa Petrosenija, važnog rudarskog središta. Austrougarske snage pokušale su 8. rujna protunapadom vratiti izgubljene položaja, ali je protunapad odbijen. Ubrzo su međutim, dopremljena značajna pojačanja i to njemačka 187. pješačka divizija pod zapovjedništvom general poručnika Edwina Sunkela i Alpski korpus pod zapovjedništvom Konrada Krafft von Dellmensingena koje su 14. rujna pokrenule novi protunapad. Uspjele su potisnuti jedinice 11. divizije se prijevoja Merisor, te 20. rujna ponovno zauzeti Petrosani. Međutim, Culcer je odlučio ponovno organizirati protuudar kojim je i osobno zapovijedao. Doveo je pojačanja iz sektora Cerne, te 25. rujna ponovno napao austro-njemačke snage. U međuvremenu su jedinice 187. pješačke divizije upućene u dolinu Olta gdje je 26. rujna započela Bitka kod Sibiua tako da je rumunjski protuudar uspio potisnuti protivničke jedinice, te su jedinice 11. divizije po drugi puta uspjele zauzeti Petrosani. Međutim, borbe oko Petrosanija još uvijek nisu bile okončane. Na bojište je s Talijanskog bojišta dopremljena austrougarska 2. brdska brigada, te novoformirana njemačka 301. pješačka divizija pod zapovjedništvom general poručnika Johannesa von Bussea. Ponovni napad austro-njemačkih snaga pod Busseovim zapovjedništvom 30. rujna urodio je plodom, te su austro-njemačke jedinice po drugi puta povratile Petrosani, nakon čega je na mjesec dana zavladalo zatišje na tom dijelu bojišta 1. armije.
Najjača borbena skupina 1. armije bila je Grupa Olt. Ista se sastojala od 13. divizije pod zapovjedništvom brigadnog generala Alexandru Soceca i 23. divizije kojom je zapovijedao brigadni general Matei Castris. Zadatak grupe je bio da, nakon što prodre kroz karpatske prijevoje, zauzme polje južno od Sibiua. Kao i na ostalim dijelovima bojišta, napad Grupe Olt 27. kolovoza bio je neočekivan, tako da su rumunjske jedinice brzo prodirale prema sjeveru. Četiri dana poslije Grupa Olt je zauzela cijelu ravnicu južno od Sibiua. Najbliža austrougarska jedinica 51. honvedska divizija zajedno sa 143. pješačkom brigadom povukla se na planine sjeverno od grada. Iako je austrougarska delegacija 1. rujna pristupila zapovjedniku 23. divizije ponudivši mu predaju grad kako bi se izbjegla anarhija u istom, to nije bilo učinjeno jer su rumunjske jedince imale naredbu zaustaviti se na dostignutim položajima. Navedena neaktivnost jedinica 1. armije omogućila je da na taj dio bojišta upute pojačanja u svrhu predstojeće protuofenzive. U međuvremenu su iz sastava 1. armije izdvojene 2. i 12. divizija koje su se nalazile u armijskoj pričuvi, te su upućene na dobrudžansko bojište. 
Sredinom rujna na bojište dolazi general pješaštva Erich von Falkenhayn koji 16. rujna 1916. preuzima zapovjedništvo nad novoformiranom 9. armijom. On odlučuje odmah poduzeti ofenzivu i to u sektoru Olta. Plan je bio obuhvatnim manevrom Alpskog korpusa i Konjičkog korpusa Schmettow obuhvatiti I. rumunjski korpus. Glavni napad je počeo 26. rujna, te su nakon dvodnevnih teških borbi njemačke jedinice uspjele potisnuti I. korpus južno od Sibiua natrag kroz prijevoj Turnu Rosu. Rumunjska 2. armija pokušala je napadom 4. divizije pomoći I. korpusu, ali je bilo prekasno, te je rumunjski I. korpus u Bitci kod Sibiua (26. – 29. rujna 1916.) pretrpio poraz, te je prisiljen na povlačenje.
U drugoj polovici listopada Falkenhayn je odlučio napasti u kroz prijevoj Vulkan i dolinom Jiua. Taj napad trebala je izvesti Grupa Kneussl formirana oko 11. bavarske divizije kojom je zapovijedao Paul von Kneussl. Nasuprot njoj nalazila se 11. divizija rumunjskog I. korpusa kojim je zapovijedao Nicolae Petala. Napad je sa snažnom topničkom pripremom započeo 23. listopada, te je uzrokovao povlačenje 11. divizije kojom je zapovijedao brigadni general Dumitru Cocorascu. Zapovjednik 1. armija Ioan Culcer zatražio je od rumunjskog Glavnog stožera da odobri opće povlačenje. To je toliko razljutilo voditelja francuske vojne misije Henrija Berthelota da je od kralja Ferdinanda zatražio Culcerovu smjenu. Kralj je poslušao Berthelota, te je 24. listopada smijenio Culcera. Culcera je zamijenio brigadni general Ioan Dragalina, dotadašnji zapovjednik 1. divizije i Grupe Cerna. Međutim, već drugog dana nakon preuzimanja Dragalina je prigodom obilaska položaja teško ranjen, te je od posljedica ranjavanja 9. studenoga 1916. i preminuo. Zapovjedništvo nad 1. armijom 26. listopada 1916. privremeno je preuzeo je brigadni general Nicolae Petala kojeg je 4. studenoga 1916. zamijenio brigadni general Paraschiv Vasilescu. Vasilescu je tako postao četvrti zapovjednik 1. armije u manje od dva tjedna. U međuvremenu su jedinice rumunjske 1. armije uspjele su u Prvoj bitci kod Targu Juia (23. – 31. listopada 1916.) zaustaviti njemački napad, te izvojevati pobjedu u navedenoj bitci.

Neuspjeh koji su pretrpjele austro-njemačke snage u Prvoj bitci kod Targu Jiua, nije obeshrabrio Falkenhayna. Odlučio je ponovno napasti na tom dijelu bojišta, te kroz prijevoj Surduk dolinom Jiua prodrijeti u Vlašku. U tu svrhu formirana je oko njemačkog LIV. korpusa borbena skupina pod zapovjedništvom general poručnika Viktora Kühnea. Nasuprot njoj nalazila se 1. divizija kojom je zapovijedao pukovnik Ioan Anastasiu, te 17. divizija pod zapovjedništvom pukovnika Constantina Neculcee. Rumunjski Glavni stožer nije očekivao da će njemački napad uslijediti na istome mjestu gdje je prije mjesec dana napad bio odbijen. Stoga je napad koji započeo 11. studenoga 1916. odmah polučio rezultate. Iduća dva dana Rumunji su pokušavali spriječiti njemačko napredovanje, ali u tome nisu uspjeli tako da su 14. studenoga prisiljeni na povlačenje. Targu Jiu je zauzet 15. studenoga, tako da je Druga bitka kod Targu Jiua (11. – 17. studenoga 1916.) završila s rumunjskim porazom. Njemačko se napredovanje nastavilo koje jedinice 1. armije nisu mogle spriječiti, tako da je 21. studenoga zauzeta Craiova, drugi najveći rumunjski grad, čime je cijela Oltenia (mala Vlaška), prostor zapadno od rijeke Olta, bio u njemačkim rukama. Stožer 1. armije premjestio se u Pitesti.
Rumunjski Glavni stožer planirao je zaustaviti njemačko napredovanje na rijeci Olt. Međutim, 23. studenoga njemačke snage su prešle Olt, a tog istog dana s juga je njemačka Dunavska armija počela s prelaskom Dunava i smjerom napredovanja prema Bukureštu. Rumunjski Glavni stožer odlučio je braniti prijestolnicu svim raspoloživim snagama, te je u tu svrhu formirana Grupa armija Prezan u čiji sastav je ušla i 1. armija u kojoj je 26. studenoga novim zapovjednikom imenovan brigadni general Dumitru Stratilescu. Međutim, u Bitci na Argesu ili Bitci za Bukurešt (1. – 6. prosinca 1916.) rumunjske jedinice su ponovno teško poražene što je rezultiralo zauzimanjem Bukurešta 6. prosinca. Jedinice 1. armije povukle su se prema istoku i dolini rijeke Prahove, nakon čega je 1. armija rasformirana.

## Ponovno formiranje
Prva armija ponovno je formirana u lipnju 1917. Nakon ponovnog ustroja sastojala se od 9 divizija raspoređenih u tri korpusa. Zapovjednikom armije imenovan je divizijski general Constantin Cristescu kojemu je načelnik stožera bio brigadni general Iacob Zadik. Stožer armije nalazio se u Teciciju. 
Armija je početkom srpnja 1917. preuzela odgovornost za dio bojišta koji se nalazio između ruske 4. i 6. armije. III. korpus (5., 13. i 14. divizija) je zauzeo položaje na 14-km dijelu bojišta kod Namoloase, dok je VI. korpus (9. rumunjska i 80. ruska divizija) preuzeo kontrolu na dijelu bojišta na lijevoj obali rijeke Siret. Prema rumunjskom planu III. i VI. korpus su trebali napasti položaje njemačke 9. armije kod Namoloase, nakon čega je Konjički korpus trebao prodrijeti prema Ramnicu–Saratu. Istodobno s napadom 1. armije, 2. armija je trebala napasti u smjeru Marastija. Napad rumunjske 2. armije počeo je 24. srpnja, ali je napad 1. armije najprije odgođen za dva dana, a potom i otkazan.
Dijelovi 1. armije i to VI. korpus sudjeluju u Bitci kod Marasestija (6. kolovoza – 8. rujna 1917.). Tijekom navedene bitke 12. kolovoza 1917. s mjesta zapovjednika 1. armije smijenjen je Constantin Cristescu. Naslijedio ga je divizijski general Eremia Grigorescu, dotadašnji zapovjednik VI. korpusa, kojemu je načelnik stožera bio pukovnik Nicolae Samsonovici.
Prva armija rasformirana je 14. srpnja 1918., nakon što je Rumunjska s Centralnim silama sklopila Bukureštanski mirovni ugovor.

## Zapovjednici
Ioan Culcer (27. kolovoza 1916. – 11. listopada 1916.)
Ioan Dragalina (11. listopada 1916. – 12. listopada 1916.)
Nicolae Petala (13. listopada 1916. – 21. listopada 1916.)
Paraschiv Vasilescu (21. listopada 1916. – 11. studenoga 1916.)
Dumitru Stratilescu (13. studenoga 1916. – 19. prosinca 1916.)
Constantin Cristescu (11. lipnja 1917. – 30. srpnja 1917.)
Eremia Grigorescu (30. srpnja 1917. – 14. srpnja 1918.)

## Bitke
Bitka za Transilvaniju (27. kolovoza – 25. listopada 1916.)

Bitka kod Sibiua (26. – 29. rujna 1916.)

Prva bitka kod Targu Juia (23. – 31. listopada 1916.)

Druga bitka kod Targu Juia (11. – 17. studenoga 1916.)

Bitka na Argesu (17. – 19. rujna 1916.)

Bitka kod Marasestija (6. kolovoza – 8. rujna 1917.)

## Vojni raspored 1. armije u kolovozu 1916.
Zapovjednik: divizijski general Ioan Culcer

Načelnik stožera: brigadni general Alexandru Lupescu

- Grupa Cerna (brig. gen. Ioan Dragalina
  - 1. divizija (brig. gen. Ioan Dragalina)
    - 1. brigada
      - 17. pukovnija
      - 18. pukovnija

    - 2. brigada 
      - 1. pukovnija
      - 31. pukovnija

    - 31. brigada 
      - 43. pukovnija
      - 59. pukovnija

    - 1. topnička brigada
      - 1. topnička pukovnija
      - 5. topnička pukovnija

    - 1. streljačka pukovnija

- Grupa Jiu (brig. gen. Ioan Muica)
  - 11. divizija (brig. gen. Ioan Muica)
    - 21. brigada
      - 57. pukovnija
      - 58. pukovnija

    - 22. brigada
      - 41. pukovnija
      - 71. pukovnija

    - 22. topnička pukovnija

- Grupa Olt-Lotru (I. korpus) (div. gen. Ioan Popovici
  - 13. divizija (brig. gen. Alexandru Socec)
    - 25. brigada
      - 47. pukovnija
      - 72. pukovnija

    - 26. brigada
      - 48. pukovnija
      - 49. pukovnija

  - 23. divizija (brig. gen. Matei Castris)
    - 3. brigada
      - 2. pukovnija
      - 42. pukovnija
      - 72. pukovnija

    - Kombinirana brigada
      - 44. pukovnija
      - 1. pukovnija graničara
      - Bojna milicije Radu Negru
      - Bojna milicije Arges

- Armijska pričuva
  - 2. divizija (brig. gen. Constantin Manolescu)
    - 3. brigada 
      - 2. pukovnija
      - 26. pukovnija

    - 4. brigada 
      - 3. pukovnija
      - 19. pukovnija

    - 32. brigada 
      - 42. pukovnija
      - 66. pukovnija

    - 2. topnička brigada 
      - 9. topnička pukovnija
      - 14. topnička pukovnija

    - 5. streljačka pukovnija

  - 12. divizija (brig. gen. Traian Gaiseanu)
    - 23. brigada 
      - 44. pukovnija
      - 68. pukovnija

    - 24. brigada 
      - 62. pukovnija
      - 70. pukovnija

## Vojni raspored 1. armije u ljeto 1917.
Zapovjednik: divizijski general Constantin Cristescu

Načelnik stožera: pukovnik Iacob Zadik

- VI. korpus (div. gen. Eremia Grigorescu)
  - 2. divizija (brig. gen. Ioan Vladescu)
    - 3. brigada 
      - 2. pukovnija
      - 26. pukovnija

    - 4. brigada 
      - 3. pukovnija
      - 19. pukovnija

    - 2. topnička brigada 
      - 9. topnička pukovnija
      - 14. pukovnija haubica

    - 2. konjička pukovnija
    - 5. streljačka pukovnija

  - 4. divizija (brig. gen. Ioan Ghinescu)
    - 7. brigada 
      - 5. pukovnija
      - 20. pukovnija

    - 8. brigada 
      - 6. pukovnija
      - 21. pukovnija

    - 4. topnička brigada 
      - 2. topnička pukovnija
      - 10. pukovnija haubica

    - 6. streljačka pukovnija

  - 11. divizija (brig. gen. Ernest Brosteanu)
    - 21. brigada 
      - 43/59. pukovnija
      - 42/66. pukovnija

    - 22. brigada 
      - 57/58. pukovnija
      - 41/71. pukovnija

    - 11. topnička brigada 
      - 21. topnička pukovnija
      - 26. pukovnija haubica

- III. korpus (brig. gen. Constantin Iancovescu)
  - 5. divizija (brig. gen. Aristide Razu)
    - 9. brigada 
      - 7. pukovnija
      - 32. pukovnija

    - 10. brigada 
      - 8. pukovnija
      - 9. pukovnija

    - 5. topnička brigada 
      - 7. topnička pukovnija
      - 19. pukovnija haubica

    - 3. streljačka pukovnija

  - 13. divizija (brig. gen. Ioan Popescu)
    - 25. brigada 
      - 50/64. pukovnija
      - 51/52. pukovnija

    - 26. brigada 
      - 47/72. pukovnija
      - 48/49. pukovnija

    - 13. topnička brigada 
      - 23. topnička pukovnija
      - 28. pukovnija haubica

  - 14. divizija (brig. gen. Grigore Bunescu)
    - 27. brigada 
      - 60/77. pukovnija
      - 53/65. pukovnija

    - 28. brigada 
      - 55/67. pukovnija
      - 54/56. pukovnija

    - 14. topnička brigada 
      - 24. topnička pukovnija
      - 29. pukovnija haubica

- V. korpus (div. gen. Ioan Istrate)
  - 9. divizija (brig. gen. Constantin Scarisoreanu)
    - 17. brigada 
      - 34. pukovnija
      - 40. pukovnija

    - 18. brigada 
      - 35. pukovnija
      - 36. pukovnija

    - 9. topnička brigada 
      - 13. topnička pukovnija
      - 18. pukovnija haubica

    - 9. streljačka pukovnija

  - 10. divizija (brig. gen. Henri Cihoski)
    - 19. brigada
      - 23. pukovnija
      - 39. pukovnija

    - 20. brigada
      - 33. pukovnija
      - 38. pukovnija

    - 10. topnička brigada 
      - 3. topnička pukovnija
      - 20. pukovnija haubica

    - 9. streljačka pukovnija

  - 15. divizija (brig. gen. Paul Angelescu)
    - 29. brigada
      - 63/79. pukovnija
      - 73/78. pukovnija

    - 30. brigada
      - 74/80. pukovnija
      - 75/76. pukovnija

    - 15. topnička brigada 
      - 25. topnička pukovnija
      - 30. pukovnija haubica

- Konjički korpus (brig. gen. Nicolae Sinescu)
  - 2. konjička divizija (brig. gen. Petre Greceanu)
    - 4. konjička brigada 
      - 6. konjička pukovnija
      - 11. konjička pukovnija

    - 5. konjička brigada 
      - 2. konjička pukovnija
      - 7. konjička pukovnija

    - 6. konjička brigada 
      - 3. konjička pukovnija
      - 8. konjička pukovnija

  - 1. konjička brigada
  - 6. konjička brigada

- Topnička pričuva
  - 1. pukovnija teškoga topništva
  - 2. pukovnija teškoga topništva
  - 3. pukovnija teškoga topništva

## Vojni raspored 1. armije u siječnju 1918.
Zapovjednik: divizijski general Eremia Grigorescu

Načelnik stožera: pukovnik Nicolae Samsonovici

- III. korpus (div. gen. Paraschiv Vasilescu)
  - 2. divizija (brig. gen. Ioan Vladescu)
    - 3. brigada 
      - 2. pukovnija
      - 26. pukovnija

    - 4. brigada 
      - 3. pukovnija
      - 19. pukovnija

    - 2. topnička brigada 
      - 9. topnička pukovnija
      - 14. pukovnija haubica

  - 4. divizija (brig. gen. Ioan Ghinescu)
    - 7. brigada 
      - 5. pukovnija
      - 20. pukovnija

    - 8. brigada 
      - 6. pukovnija
      - 21. pukovnija

    - 4. topnička brigada 
      - 2. topnička pukovnija
      - 10. pukovnija haubica

  - 10. divizija (brig. gen. Henri Cihoski)
    - 19. brigada 
      - 23. pukovnija
      - 39. pukovnija

    - 20. brigada 
      - 33. pukovnija
      - 38. pukovnija

    - 10. topnička brigada 
      - 3. topnička pukovnija
      - 20. pukovnija haubica

- V. korpus (div. gen. Dumitru Stratilescu)
  - 5. divizija (brig. gen. Aristide Razu)
    - 9. brigada 
      - 7. pukovnija
      - 32. pukovnija

    - 10. brigada 
      - 8. pukovnija
      - 9. pukovnija

    - 5. topnička brigada 
      - 7. topnička pukovnija
      - 19. pukovnija haubica

  - 14. divizija (brig. gen. Grigore Bunescu)
    - 27. brigada 
      - 69/77. pukovnija
      - 53/65. pukovnija

    - 28. brigada 
      - 55/67. pukovnija
      - 54/56. pukovnija

    - 14. topnička brigada 
      - 24. topnička pukovnija
      - 29/4. pukovnija haubica